# Albert-Émile Artigue

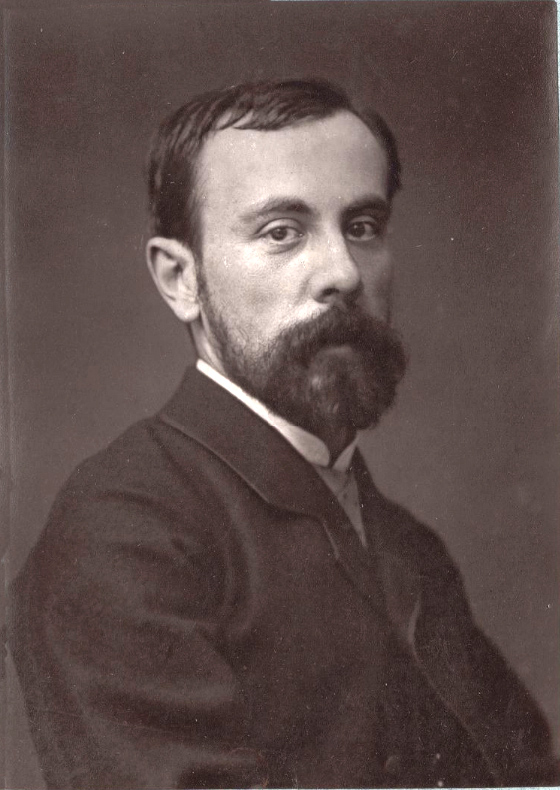
Albert-Émile Artigue

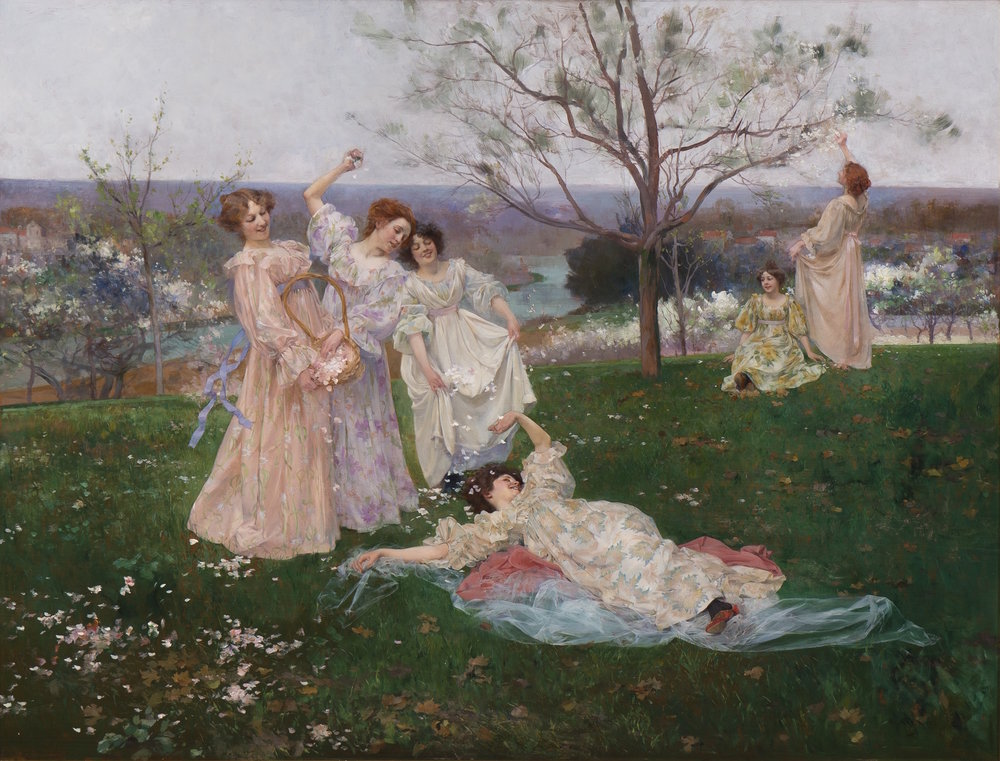
Frühlingsblumen

Albert-Émile Artigue (* 15. August 1850 in Buenos Aires; † 16. April 1927 in Paris) war ein argentinisch-französischer Maler, Lithograf, Plakatkünstler und Kunstpädagoge.
Albert-Émile Artigue wurde in Argentinien als Kind französischer Eltern geboren. Er besaß die doppelte Staatsbürgerschaft und besuchte seit seinem fünfzehnten Lebensjahr die städtische Schule von Bordeaux. Artigue studierte an der École des beaux-arts in Paris bei Alexandre Cabanel. Er erlernte auch Radierung und Lithografie.
Er kehrte 1900 nach Argentinien zurück und wurde Professor an der Nationalen Akademie der Schönen Künste in Buenos Aires, wo er als „Emilio Artigue“ bekannt war. Er stellte in den Vereinigten Staaten aus und erhielt 1904 die Silbermedaille bei der Louisiana Purchase Exposition. 1910 wurde er zum Kommissar für die Schönen Künste bei der argentinischen Jahrhundert-Jubiläumsausstellung ernannt.
Er stellte von 1875 bis 1901 im Salon der Société des Artistes Français aus. Artigue war Mitarbeiter einiger Zeitschriften, wie „L’Estampe moderne“. Er schuf einige Jugendstil-Plakate, u. a. für Feuillantine Grande Likör des Klosters Limoges (1900) und für die Bierbrauerei Brasserie de la Fontaine in Nîmes.
Er besaß in Paris ein Atelier in der Rue Notre-Dame-des-Champs 117. Am Ende seines Lebens unterrichtete er an der Pariser Académie Julian. Zu seinen Schülern gehörte u. a. Jules Cavaillès.